# إدوارد ويليس بارنت
إدوارد ويليس بارنت (بالإنجليزية: Edward Barnett)‏ هو مبارز بالسيف وضابط ومصور أمريكي، ولد في 8 مايو 1899 في أتلانتا في الولايات المتحدة، وتوفي في 8 نوفمبر 1987 في برمنغهام في الولايات المتحدة.

## وصلات خارجية
- إدوارد ويليس بارنت على موقع أوليمبيديا (الإنجليزية)